# Rosica (obwód witebski)
Rosica – wieś w rejonie wierchniedźwińskim obwodu witebskiego na Białorusi, na brzegu jeziora tej samej nazwy.
Wieś szlachecka położona była w końcu XVIII wieku w województwie połockim.

## Historia
Rosica została nabyta w roku 1599 przez Lwa Sapiehę od Dawida Rosickiego. W tym czasie znajdowała się w województwie połockim. Od 1753 należała do Łopacińskich z odnogi saryjskiej: Mikołaja Tadeusza do 1778, Tomasza Ignacego do 1817, a następnie Józefa Mikołaja. Następnie przeszła w ręce znanego agronoma i botanika Józefa Geralda Wyżyckiego.
W I rozbiorze Polski zagarnięta przez Rosję znalazła się w powiecie drysieńskim guberni witebskiej. W 1778 został wzniesiony kościół ufundowany przez M. Łopacińskiego. W 1864 zbudowano cerkiew prawosławną.
1 stycznia 1919 Rosica znalazła się w Białoruskiej SRR, jednak 16 stycznia włączono ją do Republiki Rosyjskiej. W 1924 znów przekazano sowieckiej Białorusi.
16–18 lutego 1943 w ramach operacji karnej „Winterzauber” wieś zniszczono. Młodzież wysłano częściowo do obozu śmierci Salaspils w Kircholmie, a częściowo na roboty do Niemiec. Pozostałych mieszkańców spalono w domach. Spora grupa ludności została zapędzona do obory, w której ich spalono. We wsi zabito 1528 cywilów. Pośród zabitych byli księża katoliccy Jerzy Kaszyra oraz Antoni Leszczewicz, z których pierwszy 18 lutego 1943 został spalony z innymi mieszkańcami, a drugi został zastrzelony za interwencję w obronie dzieci (według innych świadectw także spalony). 13 czerwca 1999 papież Jan Paweł II beatyfikował obu księży.

## Parafia rzymskokatolicka
Wieś jest siedzibą parafii Trójcy Przenajświętszej. Pierwsze informacje o istnieniu kościoła w Rosicy pochodzą z 2 poł. XVI wieku. Kościół parafialny, będący sanktuarium Męczenników, wybudowano z cegły w stylu romańskim w latach 1906–1911.

## Galeria

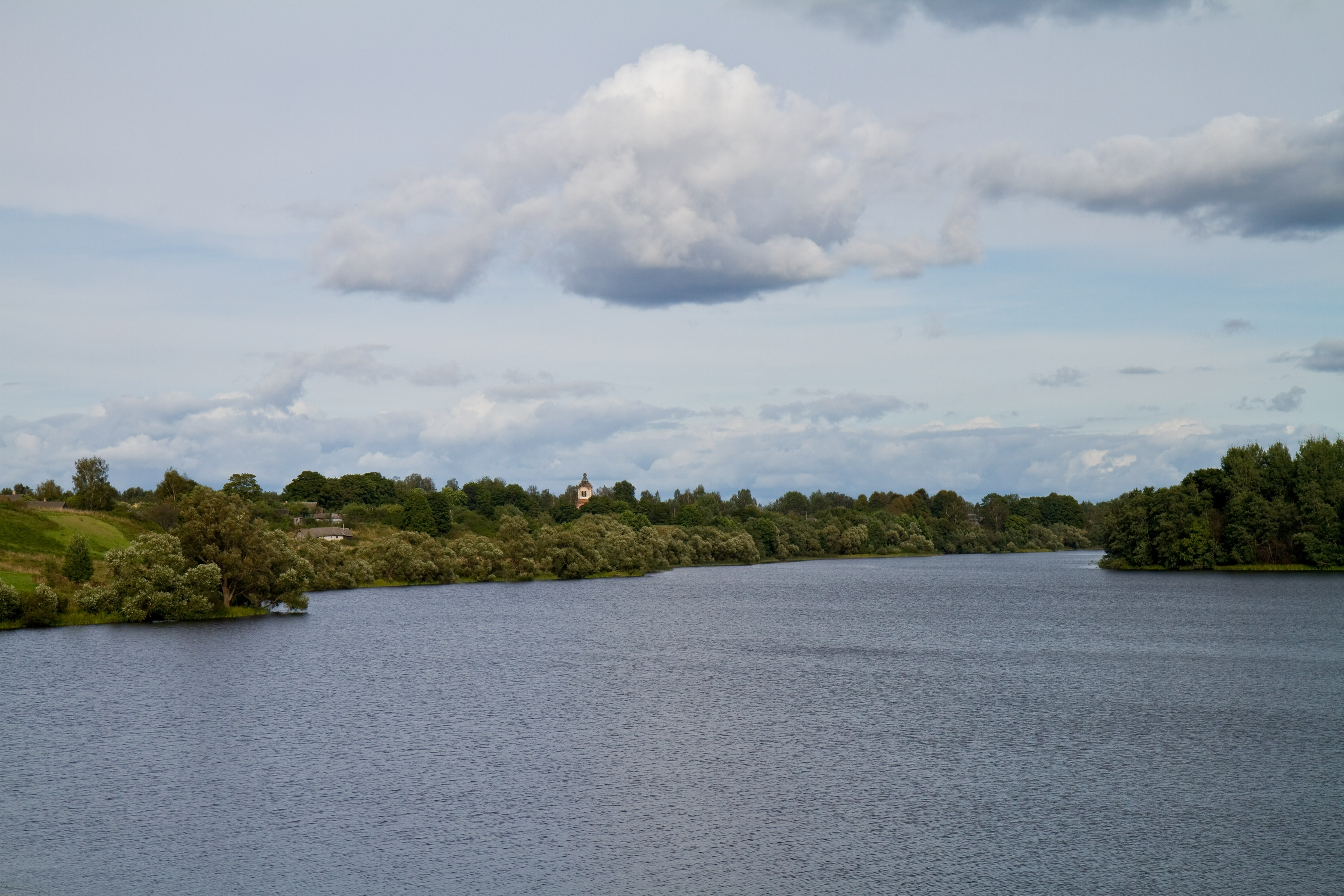
Jezioro
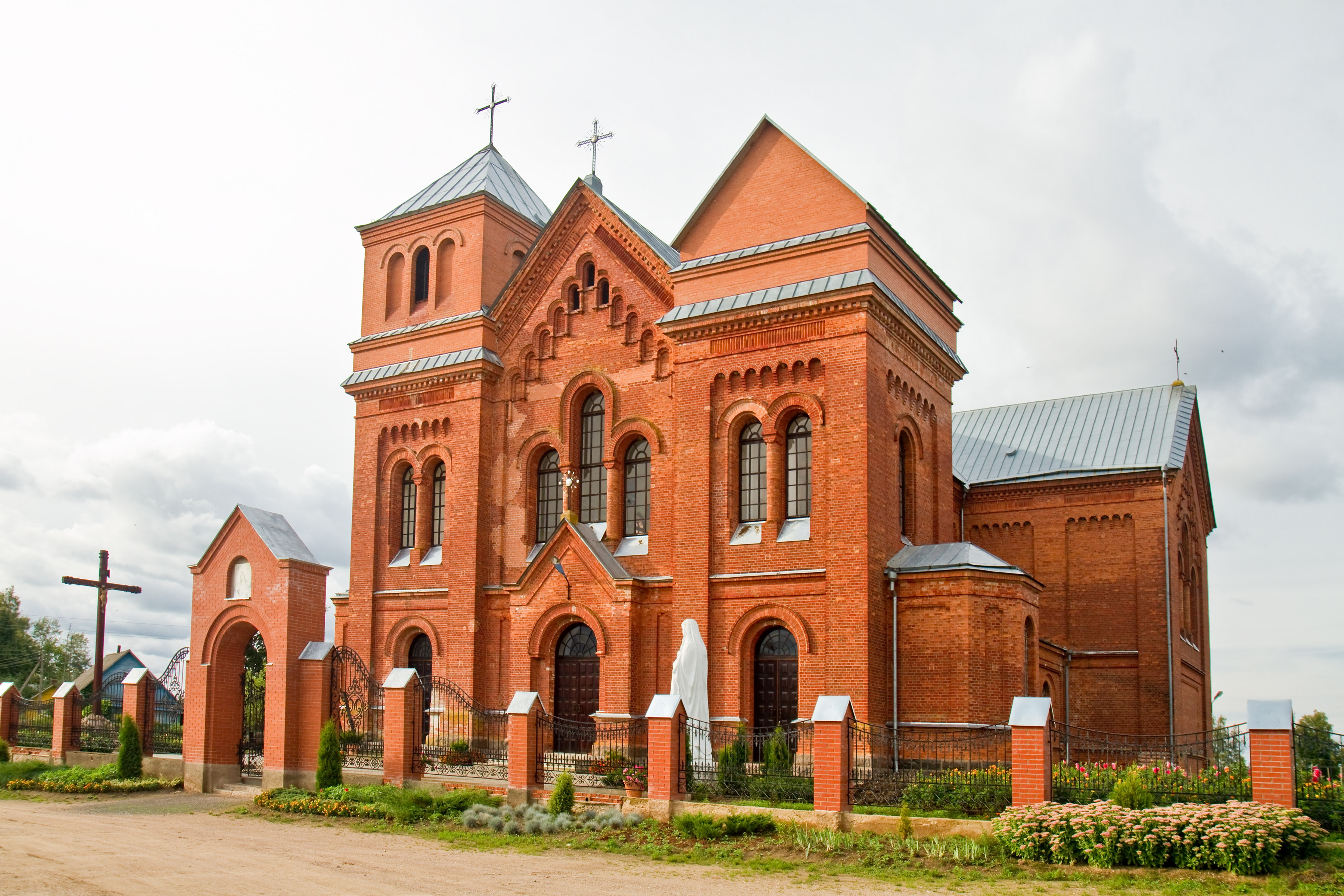
Kościół św. Trójcy
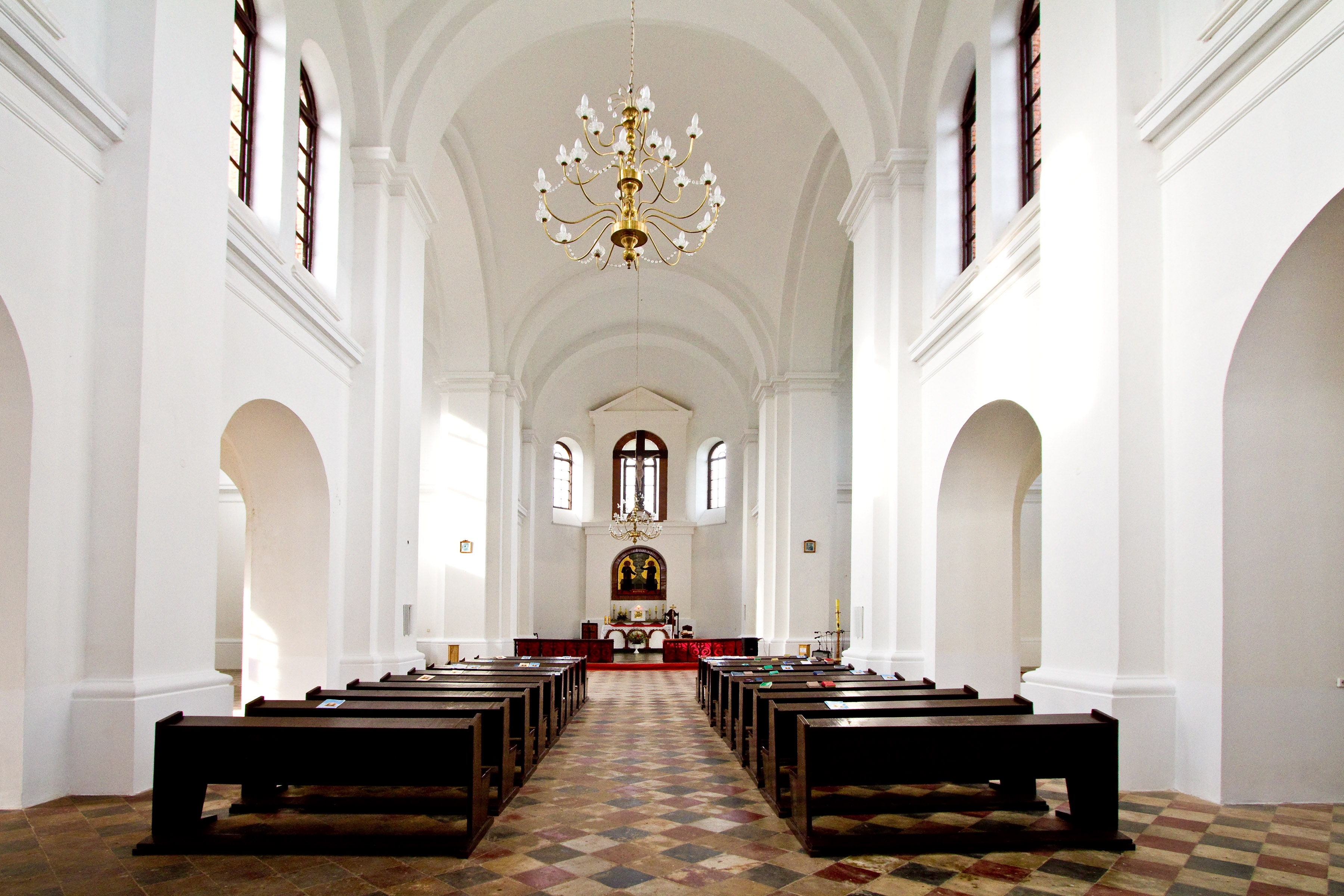
Wnętrze kościoła
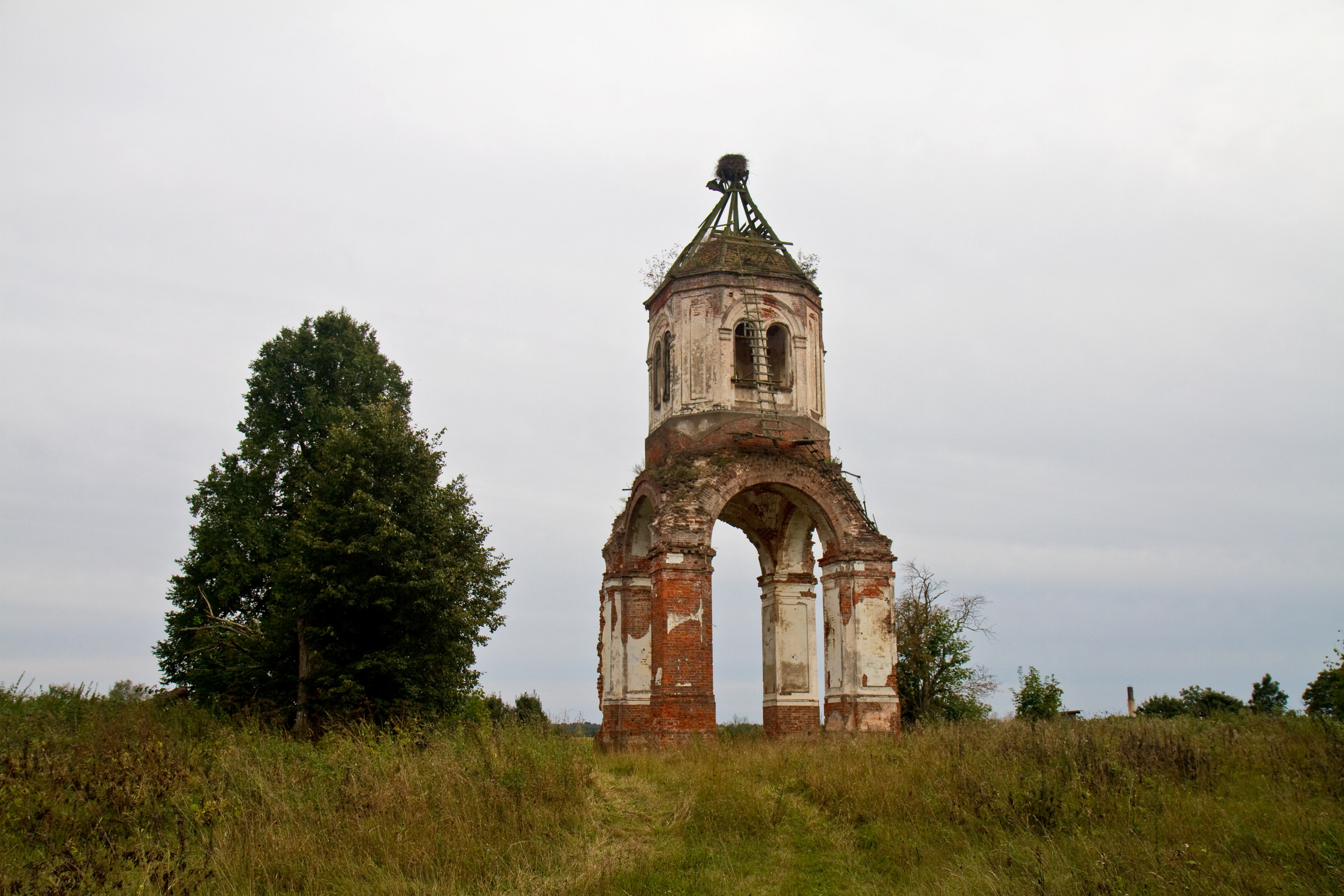
Ruiny cerkwi św. Eufrazji